# Paràbola del gra de mostassa
La paràbola del gra de mostassa és una al·legoria que compara aquesta llavor amb el Regne del Cel. Apareix com a història narrada per Jesús a diversos evangelis, concretament a Mt 13, 31-32; Mc 4, 30-32 i Lc 13, 18-19.

## Argument
Un camperol va plantar un gra de mostassa, la més petita de totes les llavors però quan va germinar va créixer més que qualsevol altra planta, fins a esdevenir un gran arbre on es posaven els ocells.

## Anàlisi
Aquesta paràbola forma part de la sèrie on intenta descriure el Regne de Déu amb comparacions de la vida quotidiana, dirigides a un públic bàsicament analfabet, com també va fer amb la paràbola de la llavor que creix tota sola. En aquesta història fa èmfasi en el creixement a partir del més petit: cada fidel, cada acció, per minúscula que sigui, pot esdevenir una gran cosa.
Els estudiosos del cristianisme han vist un paral·lelisme entre el creixement d'aquesta religió i la planta, el que va començar com un culte petit a l'actual Israel va créixer per tot el món fins a tornar-se la religió més seguida del planeta.